# Philophylla nigriceps
Philophylla nigriceps är en tvåvingeart som först beskrevs av Chen 1948.  Philophylla nigriceps ingår i släktet Philophylla och familjen borrflugor. Inga underarter finns listade i Catalogue of Life.